# Rush Hour 3
Rush Hour 3 is een Amerikaanse film uit 2007. Het is het tweede vervolg op de actiefilm Rush Hour uit 1998. In de film spelen opnieuw Jackie Chan en Chris Tucker. Op 23 augustus 2006 werd begonnen met de opnamen. De film werd opgenomen in Parijs, New York en Los Angeles.
De met een Oscar bekroonde regisseur Roman Polanski speelt de rol van een Franse politieagent. Chris Tucker is in de film te zien in een gevecht met Sun Ming Ming, de op een na langste persoon van China. Ook Tzi Ma (bekend van 24) keerde, na afwezigheid in het tweede deel, terug als Lees baas en goede vriend.
Rush Hour 3 ging in augustus 2007 in première. In Nederland en België was de film vanaf oktober te zien. In China werd de film niet uitgebracht vanwege commerciële redenen, in dat land mag maar een beperkt aantal films per jaar uit het buitenland worden uitgebracht.

## Verhaal
Hoofdinspecteur Lee (Jackie Chan) moet een escorte van de Chinese ambassadeur Han (Tzi Ma) begeleiden. Een scherpschutter neemt hen echter onder vuur. Lee gaat de schutter achterna en houdt hem onder schot, de schutter draait zich om en Lee ziet dat het zijn geadopteerde broer Kenji (Hiroyuki Sanada) is. Als Kenji zijn pistool ook pakt komt agent James Carter (Chris Tucker) in een auto plankgas het steegje in rijden. En daardoor ontsnapt Kenji. In het ziekenhuis biedt Carter zijn excuses aan aan Lee. De baas van de politie van Los Angeles (LAPD) en ook baas van Carter is ook in het ziekenhuis en vertelt Lee dat het goed gaat komen met consul Han. Ook zegt hij erbij dat de dochter van de Chinese ambassadeur Soo Yung (Jingchu Zhang) naar LA komt om haar vader op te zoeken. Lee en Carter krijgen de opdracht haar te beschermen.

## Rolverdeling
| Acteur            | Personage                    |
| ----------------- | ---------------------------- |
| Jackie Chan       | Hoofdinspecteur Lee          |
| Chris Tucker      | Agent James Carter           |
| Hiroyuki Sanada   | Kenji                        |
| Yvan Attal        | George                       |
| Noémie Lenoir     | Geneviève / Shy Shen         |
| Max von Sydow     | Varden Reynard               |
| Roman Polanski    | Commissaris Revi             |
| Tzi Ma            | Ambassadeur Han              |
| Jingchu Zhang     | Soo-Yung Han                 |
| Philip Baker Hall | Hoofdinspecteur William Diel |
| Dana Ivey         | Zuster Agnes                 |
| Yûki Kudô         | Drakendame Jasmine           |
| Henry O           | Meester Yu                   |
| Mia Tyler         | Marsha                       |
| Sarah Shahi       | Zoe                          |

## Achtergronden
- In 2005 zei Jackie Chan over Rush Hour 3 dat het niet erg opschoot met die film. Chris Tucker zou namelijk te veel te zeggen willen hebben over de film en te veel geld vragen. Chan zei verder dat Tucker langzaam moest leren, omdat hij nog weinig als filmacteur had gewerkt en hij nu al ontzettend veel geld heeft verdiend.
- De film begint in New York, omdat Jackie Chan aan het einde van Rush Hour 2 zegt dat hij altijd nog een keer naar Madison Square Garden wil gaan om de basketbalclub de Knicks te zien spelen.
- Chan is bevriend met Steven Seagal. Vandaar dat aan Seagal werd gedacht om de slechterik te spelen.
- Brett Ratner wilde eigenlijk Aishwarya Rai en Tony Jaa laten spelen in de film.